# Hengjing (sockenhuvudort i Kina, Jiangsu Sheng, lat 31,17, long 120,53)
Hengjing (kinesiska: 横泾街道) är en sockenhuvudort i Kina. Den ligger i provinsen Jiangsu, i den östra delen av landet, omkring 190 kilometer sydost om provinshuvudstaden Nanjing. Antalet invånare är 39 262. Befolkningen består av 19 211 kvinnor och 20 051 män. Barn under 15 år utgör 9,0 %, vuxna 15-64 år 79 %, och äldre över 65 år 10,0 %.
Runt Hengjing är det tätbefolkat, med 947 invånare per kvadratkilometer. Närmaste större samhälle är Suzhou, 15,9 km norr om Hengjing. Trakten runt Hengjing består till största delen av jordbruksmark.
Genomsnittlig årsnederbörd är 1 661 millimeter. Den regnigaste månaden är juni, med i genomsnitt 221 mm nederbörd, och den torraste är december, med 59 mm nederbörd.